# ACS Bucovina Pojorâta
Asociația Club Sportiv Bucovina Pojorâta byl rumunský fotbalový klub sídlící v suceavské komuně Pojorâta. Založen byl v roce 1950 pod názvem FC Pojorâta, zanikl v roce 2016.
Své domácí zápasy odehrával na stadionu Pojorâta s kapacitou 1 000 diváků.

## Historické názvy
Zdroj: 
- 1950 – FC Pojorâta (Fotbal Club Pojorâta)
- 2013 – ACS Bucovina Pojorâta (Asociația Club Sportiv Bucovina Pojorâta)

## Umístění v jednotlivých sezonách
Zdroj: 
Legenda: Z - zápasy, V - výhry, R - remízy, P - porážky, VG - vstřelené góly, OG - obdržené góly, +/- - rozdíl skóre, B - body, červené podbarvení - sestup, zelené podbarvení - postup, světle fialové podbarvení - přesun do jiné soutěže
| Rumunsko (2012 – 2016) |                    |        |     |     |     |     |     |     |     |     |        |
| Sezóny                 | Liga               | Úroveň | Z   | V   | R   | P   | VG  | OG  | +/- | B   | Pozice |
| 2012/13                | Liga IV - Suceava  | 4      | ... | ... | ... | ... | ... | ... | ... | ... | 1.     |
| 2013/14                | Liga III - Seria I | 3      | 20  | 9   | 4   | 7   | 27  | 28  | -1  | 31  | 6.     |
| 2014/15                | Liga III - Seria I | 3      | 22  | 16  | 3   | 3   | 53  | 25  | +28 | 51  | 1.     |
| 2015/16                | Liga II - Seria I  | 2      | 24  | 3   | 8   | 13  | 28  | 50  | -22 | 17  | 11.    |